# CJ 아시아 인디 영화제
CJ 아시아 인디 영화제(CJ Asian Independent Film Festival, CJAIFF)는 2004년 제1회를 기점으로 매년 11월에 개최되는 대한민국의 비경쟁 영화제이다. CJ엔터테인먼트, 한국독립영화협회, CGV가 함께 주최한다.
아시아의 독립(indie)영화를 지원하기 위해 열리기 때문에 이 영화제의 표어는 '펀(fun) 인디'이다.

## 수상 부문
- 관객상
- 한국영화 인기상